# 능동 소음 제어

그래픽으로 묘사한 능동 소음 감소.

## 능동 소음 제어,노이즈캔슬링(영어:noise canceling)

### 액티브노이즈캔슬링(active noise canceling, ANC)
액티브노이즈캔슬링(active noise canceling, ANC)은 이어폰이나 헤드폰에 별도로 부착되어 있는 초소형 마이크를 통해 주변 소음을 입력한 후, 그 소음을 상쇄시키는 상쇄간섭을 노이즈캔슬링 회로에서 일으켜 소음을 차단하는 기술이다. 소리는 파동이기에 서로 상쇄되어 변위가 사라지게 할 수 있다. 에어팟 프로, 버즈 라이브, 버즈 프로 등의 무선이어폰이나 2019년 이후에 나온 헤드셋(소니 노이즈캔슬링, 에어팟 맥스 등)에는 대부분 액티브노이즈캔슬링의 기능이 탑재되어 있다.
장점
- 소음 제거에 효과적이다. (완벽 차단은 불가하다.)
- 청력보호 효과가 있다. (위와 같은 맥락. 지하철,비행기 안 등 울리는 장소에서 사용 시 듣는 소리가 작아진다.)

- 낮은 볼륨으로도 선명한 소리를 들을 수 있다.

단점
- 주기적으로 배터리 충전을 필요로 한다.
- 오랜 시간 사용 시 난청을 유발할 수 있다. (고막에 직접적으로 음압이 세게 들어가게 되기 때문에.)
- 불규칙한 소음(말소리 등)은 차단이 불가하다.
- 위생적 측면에서 문제가 있다. ( 수시로 소독, 닦아줄 필요가 있다.)

### 패시브노이즈캔슬링(passive noise canceling, PNC)
패시브노이즈캔슬링(passive noise canceling, PNC)은 주변소음을 인이어 방식으로 귀를 막아 주변의 소음을 물리적 방식으로 차단하는 기술이다. 소리가 새거나 들어오지 못하도록 막는 귀마개, 이어패드 등이나 밀도 있는 소재로 이루어진 귀마개, 이어플러그 등의 순수 물리적 방식으로 소음을 차단한다.
장점
- 음질에 영향이 없다.
- 액티브노이즈캔슬링에 비해 가격이 상당히 저렴한 편이다.

단점
- 체감상 소음 차단 확인이 어렵다.
- 수동적 차단으로 기술로 보기에는 어려움이 있다.

## 역사
1934년, 소음 제어 시스템의 최초 특허가 발명자 Paul Lueg에게 부여되었다. (미국 특허 2,043,416). 이 특허는 파(波)를 진상(phase-advancing)시키고 극성을 반전시켜 스피커 주변의 제멋대로인 소리들을 억제함으로써 덕트에서 사인곡선적 톤을 어떻게 억제할 것인지를 기술하고 있다.

2019년, 에어팟 프로가 노이즈 캔슬링 기능을 채택하였다.
2021년, 버즈2가 노이즈 캔슬링 기능을 채택하였다.

## 같이 보기
- 결맞음